# Éver Maximiliano David Banega
Éver Maximiliano David Banega (Rosario, Santa Fe, 29 de juny de 1988) és un futbolista argentí que juga com a centrecampista al Newell's Old Boys.

## Carrera esportiva
Començà al Boca Juniors on fou el substitut de Fernando Gago quan aquest fitxà pel Reial Madrid. El 5 de gener del 2008 fitxà pel València CF per 18 milions d'euros. La temporada 2008/2009 va jugar com a cedit a l'Atlètic de Madrid. Va ser campió olímpic amb la selecció argentina de futbol el 2008.
L'11 d'agost de 2015 va jugar com a titular, i va marcar un gol de falta directa, al partit de la Supercopa d'Europa 2015, a Tbilissi, en què el Sevilla va perdre contra el FC Barcelona per 4 a 5.
El maig de 2016 va disputar com a titular el partit que va fer que el Sevilla guanyés la seva cinquena Lliga Europa, tercera consecutiva, a Sankt Jakob-Park, contra el Liverpool FC (3 a 1 pels sevillistes).
Al 2020, va marxar a jugar a l'Al-Shabab de Riyadh.

## Palmarès
- Copa Libertadores: 2007
- Campionat del Món de Futbol sub-20: 2007
- Copa del Rei de futbol: 2007-08
- Medalla d'or als Jocs Olímpics: 2008